# Half Dome
Half Dome is een granietkoepel in Yosemite National Park, gelegen aan het oostelijke uiteinde van de Yosemite Valley, in de Amerikaanse staat Californië. Half Dome is Yosemite's meest herkenbare rotsformatie. Hij reikt meer dan 1444 meter boven het dal uit en heeft een hoogte van zo'n 2695 meter boven zeeniveau.
De oorspronkelijke Indiaanse naam is Tis-sa-ack, wat gekloofde berg betekent. De noordwestelijke wand is zo steil dat het lijkt alsof de halve berg is verdwenen, een optische illusie veroorzaakt door erosie in de geologische geschiedenis van de bergkam.
Half Dome is bereikbaar via een 13,7 km lang wandelpad met zo'n 1460 meter hoogteverschil, met op het einde stalen kabels als leuning. De noordwestelijke wand van de Half Dome is bekend onder alpinisten door de hoge klimroutes naar de top.

## Trivia
- Het logo van het outdoormerk The North Face is gebaseerd op Half Dome.[1]

- Gemeinsame Normdatei: 4539297-3
- Library of Congress Control Number: sh2001010786
- Nationale Bibliotheek van Israël: 987007561565905171
- Virtual International Authority File: 488145424661986830572

Bezienswaardigheden: Bridalveil Fall · Cathedral Lakes · Cathedral Peak · Chilnualna Falls · Clouds Rest · El Capitan · Emerald Pool · Glacier Point · Grand Canyon of the Tuolumne · Grizzly Giant · Half Dome · Hetch Hetchy · Horsetail Fall · John Muir Trail · Mariposa Grove · Merced Grove · Merced River · Mount Conness · Mount Dana · Mount Lyell · Mount Starr King · Nevadawaterval · Ostrander Lake · Pacific Crest Trail · Sentinel Dome · Sentinel Rock · Tenaya Canyon · Tenaya Lake · Tunnel View · Tuolumne Grove · Tuolumne Meadows · Tuolumne River · Vernalwaterval · Wawona Tunnel Tree · Yosemite Valley · Yosemitewaterval

Bebouwing: Ahwahnee Hotel · Badger Pass Ski Area · Camp 4 · Curry Village · Glacier Point Hotel · Housekeeping Camp · LeConte Memorial Lodge · Pioneer Yosemite History Center · Rangers' Club · Parsons Memorial Lodge · Wawona · Wawona Hotel · Yosemite Valley Chapel · Yosemite Valley Lodge · Yosemite Village

Vervoer: SR 41 · SR 120 · SR 140 · Wawona Tunnel · Yosemite Area Regional Transportation System

Personen: Ahwahnechee · Chief Tenaya · Frederick Law Olmsted · Galen Clark · John Conness · John Muir · Sierra Miwok · Stephen Mather · Robert Underwood Johnson